# Araucosimus bullocki
Araucosimus bullocki là một loài ruồi trong họ Tachinidae.